# Огоев, Маирбек Николаевич
Маирбек Николаевич Огоев (15 октября 1920, Кадгарон, Северная Осетия — 10 апреля 1994, Москва) — Участник Великой Отечественной войны, полковник ПВ КГБ СССР. Младший брат генерал-лейтенанта артиллерии С. Н. Огоева

## Биография

### Ранние годы
Родился 15 октября 1920 года в селении Кадгарон Владикавказского округа Терской области в семье осетинского крестьянина.
Окончил Кадгаронскую среднюю школу. Мечтал стать педагогом. После окончания школы поступил в Северо-Осетинский педагогический институт.
С января по май 1942 года — курсант 2-го Орджоникидзевского пехотного училища.

### Участие в Великой Отечественной войне
По окончании училища был отправлен под Сталинград. Сражался в составе Сталинградского фронта. Был ранен 26 сентября 1942 года и с сентября по декабрь находился на излечении в госпитале № 2854 г. Дзержинск в Горьковской области.
После излечения в декабре 1942 года М. Н. Огоев был назначен командиром взвода 143-го армейского запасного полка Северо-Западный фронта. Командование заметило педагогический талант и организаторские способности молодого командира и в феврале 1943 года решило направить Маирбека на обучение в Брянское военно-политического училище, дислоцировавшееся в городе Халтурин Кировской области.
Принимал участие в освобождении Украины. В ходе форсирования Днепра был ранен. В составе войск 2-го Украинского фронта участвовал в боях по освобождению Молдавии, Румынии, Венгрии.
6 декабря 1944 года в боях за станцию Кобек в Венгрии заместитель командира 1-го стрелкового батальона по политической части 204-го гвардейского ордена Александра Невского стрелкового полка 69-й гвардейской стрелковой дивизии гвардии старший лейтенант Маирбек Огоев в самый разгар боя заменил раненного командира батальона, и как сказано в наградном листе: «…в этот напряженный для батальона момент т. Огоев принял руководство батальона на себя и умелым руководством обеспечил отражение атак противник и контратакой заставил противника отступить, нанеся ему большие потери в живой силе, успешно выполнив поставленные задачи командования». За этот подвиг замполит Маирбек Огоев был награждён боевым орденом Красного Знамени. Аналогичный подвиг он совершил в боях за Вену и в конце мая 1945 года был награждён вторым боевым орденом — орденом Отечественной войны II степени.
В мае 1945 года в Будапеште встретился со своим старшим братом — Созрыко Огоевым.
После Великой Отечественной войны
С июля 1948 года по август 1950 года он является заместителем коменданта пограничной комендатуры войск МВД (затем МГБ) СССР ни где-нибудь, а в Бресте. И более служить Маирбеку Огоеву довелось в Брестской крепости, где он и познакомился со совей супругой. В там же в Брестской крепости у него родилась дочь.
В 1954 году Маирбек Огоев с отличием окончил легендарную Военно-Политическую ордена академию имени В. И. Ленина и продолжил службу в пограничных войсках.
С октября 1954 года по май 1960 года — начальник политотдела войсковой части войск КГБ в поселке Раякоски, Мурманской области Печенгского района на Кольским полуострове.
С мая 1960 года по ноябрь 1961 года — начальник политотдела Московского пограничного военного училища КГБ.
С июня 1964 года по август 1966 года — командир войсковой части войск КГБ в поселке Куолоярви, Мурманской области.
С июня 1964 года по октябрь 1966 года Маирбек Огоев старший офицер пограничных войск Северо-Западного пограничного округа в Ленинграде.
С октября 1966 года — полковник запаса.
После выхода на пенсию Маирбек Огоев проживал в Москве.
Ушел из жизни от повторного инфаркта 10 апреля 1994 года в Москве, где и был похоронен.

## Звания
- Курсант 2-го Орджоникидзевского пехотного училища — январь-май 1942 года;
- Младший сержант — вторая половина 1942 — начало 1943 года;
- Лейтенант — по окончании Брянского военно-политического училища;
- Гвардии старший лейтенант;
- Гвардии капитан;
- Гвардии майор;
- Подполковник ПВ КГБ;
- Полковник ПВ КГБ.

## Награды
- Орден Красного Знамени (28.12.1944);
- Орден Красного Знамени (за выслугу лет);
- Орден Отечественной войны II степени (31.05.1945);
- Медаль «За боевые заслуги»;
- Медаль «За отличие в охране государственной границы СССР»;
- Медаль «За оборону Сталинграда»;
- Медаль «За взятие Будапешта»;
- Медаль «За взятие Вены»;
- Медаль «За победу над Германией в Великой Отечественной войне 1941—1945 гг.» (1945);
- Благодарность Верховного Главнокомандующего Вооруженными Силами СССР Маршала Советского Союза товарища Сталина от 26 марта 1944 года за отличные боевые действия при форсировании Днепра.